# Roslyn Estates
Roslyn Estates es una villa ubicada en el condado de Nassau en el estado estadounidense de Nueva York. En el año 2000 tenía una población de 1.210 habitantes y una densidad poblacional de 1.053m2 personas por km². Roslyn Estates se encuentra dentro del pueblo de North Hempstead.

## Geografía
Según la Oficina del Censo, la ciudad tiene un área total de 1,1 km² (0,4 mi²), de la cual 1,1 km² (0,4 mi²) es tierra y 0 km² (0 mi²) (0%) es agua.

## Demografía
Según la Oficina del Censo en 2000 los ingresos medios por hogar en la localidad eran de $154,849, y los ingresos medios por familia eran $157,402. Los hombres tenían unos ingresos medios de $100,000 frente a los $65,893 para las mujeres. La renta per cápita para la localidad era de $73,628. Alrededor del 2.5% de la población estaban por debajo del umbral de pobreza.